# Остролодочник одноцветковый
Остролодочник одноцветковый (лат. Oxytropis uniflora) — вид растений рода Остролодочник (Oxytropis) семейства Бобовые (Fabaceae), растущий в тундре на делювии карбонатных пород в верхней части щебнистых южных склонов холмов острова Врангеля.

## Ботаническое описание
Бесстебельное растение с цветоносами короче листьев, образует шерстистые подушковидные дерновинки. Листья густо опушённые отстоящими волосками. Прилистники островатые или притуплённые, перепончатые, наполовину приросшие к черешку, с одной извилистой, слабо разветвлённой жилкой. Листочки очень мелкие (1,5—2 мм длиной), узкопродолговатые, тесно сближены в 4—8 мутовок.
Стрелки одноцветковые. Прицветник линейный, короче чашечки. Чашечка ширококолокольчатая, плотно опушённая белыми и короткими чёрными волосками, с косо расположенными неравновеликими линейно-продолговатыми зубчиками в 3—5 раз короче трубки. Венчик, по-видимому, фиолетовый. Флаг 10 мм длиной, с короткоэллиптической, вверху едва выемчатой пластинкой. Лодочка с трёхугольным носиком 0,5 мм длиной. Бобы продолговато-ланцетные или продолговато-яйцевидные, с прямым коротким носиком, светло-коричневые, жёсткоперепончатые, шерстистые от белых и коротких чёрных волосков, с узкой брюшной перегородкой (до 1—1,5 мм). 2n=16.